# Lipce Reymontowskie
Lipce Reymontowskie is een dorp in het Poolse woiwodschap Łódź, in het district Skierniewicki. De plaats maakt deel uit van de gemeente Lipce Reymontowskie en telt 1200 inwoners.

## Verkeer en vervoer
- Station Lipce Reymontowskie